# Devon (county)
 Der er for få eller ingen kildehenvisninger i denne artikel, hvilket er et problem. Du kan hjælpe ved at angive troværdige kilder til de påstande, som fremføres i artiklen.

 For alternative betydninger, se Devon. (Se også artikler, som begynder med Devon)
Devon er et grevskab (county) i South West England. Det grænser op til Cornwall, Dorset og Somerset. Tidligere hed det Devonshire. Det administrative center ligger i Exeter. Det ceremonielle grevskab Devon omfatter de selvstyrende områder Plymouth og Torbay og otte enheder i administrative grevskaber.
Navnet Devon kommer fra Dumnonii, som romerne gav det keltiske folk, som boede der omkring år 50 e.Kr. Det betyder "de som bor i en dyb dal". Romerne besatte området omkring år 25, og deres garnison Isca Dumnoniorium hedder nu Exeter. Romerne var der i mere end tre århundreder.
I det 9. århundrede blev Devon truet af vikinger, der plyndrede frem til den normanniske erobring af England. Nogle nordiske stednavne er bevaret og viser, at der har været nordiske bosættelser. Vikingerne var indirekte ansvarlige for flytningen af katedralen fra Crediton til Exeter, hvor den kunne beskyttes.

## Flag
Devon har et flag som er viet til St. Petroc. Flaget blev indført i 2003 efter en konkurrence arrangeret af BBC Devon.
- Devon
- Devon
- Devon
- Exeter
- Exeter
- Dartmoor
- Dartmoor
- Cullompton
- Saltram House
- Tavistock